# Český Krumlov (planetka)
(2747) Český Krumlov je planetka nacházející se v hlavním pásu planetek. Objevil ji český astronom Antonín Mrkos 19. února 1980 na hvězdárně Kleť. Byla pojmenována podle jihočeského města Český Krumlov. Kolem Slunce oběhne jednou za 5,45 let.